# Làng Odrzykoń
Odrzykoń [ɔˈdʐɨkɔɲ] là một ngôi làng thuộc khu hành chính của Gmina Wojaszówka, thuộc hạt Krosno, Subcarpathian Voivodeship, ở phía đông nam Ba Lan. Nó nằm cách khoảng 7 km về phía đông nam của Wojaszówka, 8 km  phía bắc Krosno và 37 km về phía tây nam của thủ đô khu vực Rzeszów. Dân số khoảng 2900 người.
Lịch sử định cư của con người ở đây bắt nguồn từ thời kỳ được gọi là văn hóa Lusatian. Vào đầu thời Trung cổ, một lãnh chúa Slav đã tồn tại ở đây, sau đó được thay thế bằng một lâu đài bằng gỗ. Lâu đài bị đốt cháy trong cuộc xâm lược của người Mông Cổ ở Ba Lan, lần đầu tiên vào năm 1241 và một lần nữa vào năm 1259. Trong một tài liệu năm 1348, ngôi làng được đánh vần là Kamieniec; năm 1402 - biệt hiệu là Ehrprice Orzykon; và vào năm 1446 đổi thành Odrzykoń.
Năm 1348, vua Kazimierz Wielki đã xây dựng tại đây Lâu đài Kamieniec, nơi vẫn là tài sản riêng của gia đình Kamieniecki. Năm 1475, lâu đài bị quân đội Matthias Corvinus của Hungary tấn công. Vào ngày 12 tháng 3 năm 1526, Thái tử Hetman Marcin Kamieniecki được mời đến lâu đài Vua Hungary John Zapolya, cũng là Fausto Sozzini đến thăm Kamieniec. Vào ngày 7 tháng 12 năm 1655, gần Odrzykoń, một chiến thuật cơ bản của Gabriel Wojnflicz đã đánh bại người Thụy Điển trong Trận chiến Krosno (xem Deluge (lịch sử)). Vào ngày 16 tháng 3 năm 1657, quân đội của George II Rakoczi, liên minh với Đế quốc Thụy Điển, tiến vào miền nam Ba Lan, bắt và đốt cháy lâu đài Kamieniec. Được xây dựng lại, khu phức hợp một lần nữa bị người Thụy Điển phá hủy trong Đại chiến phía Bắc. Trong Liên minh Bar, phiến quân Ba Lan đã tìm nơi ẩn náu trong lâu đài đổ nát và bị bỏ quên.

Năm 1828, sau cuộc hôn nhân của Aleksander Fredro với Zofia Skarbowa, nhà văn nổi tiếng đã trở thành chủ nhân của một nửa khu phức hợp đổ nát. Fredro dựa Zemsta của mình vào một vụ kiện giữa thế kỷ XVII giữa chủ sở hữu của lâu đài, Piotr Firlej và Jan Skotnicki. Năm 1831, sau cuộc nổi dậy tháng 11, một người đàn ông mất trí nhớ tên là Jan Machnik của Dukla đã trú ngụ trong đống đổ nát. Seweryn Goszczynski dựa trên nhân vật chính của cuốn sách của ông ấy, Krol zamczyska, (vua của lâu đài |) trên Machnik.

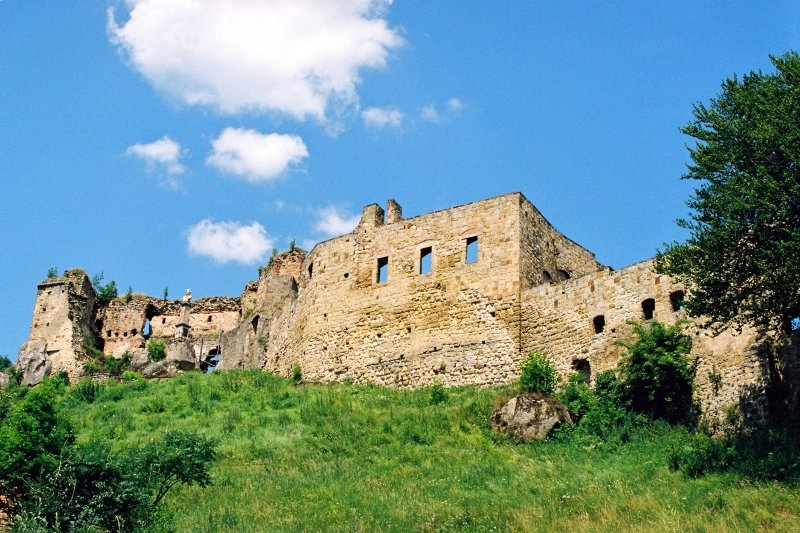
Ruins of Kamieniec Castle, first recorded mention in 1348
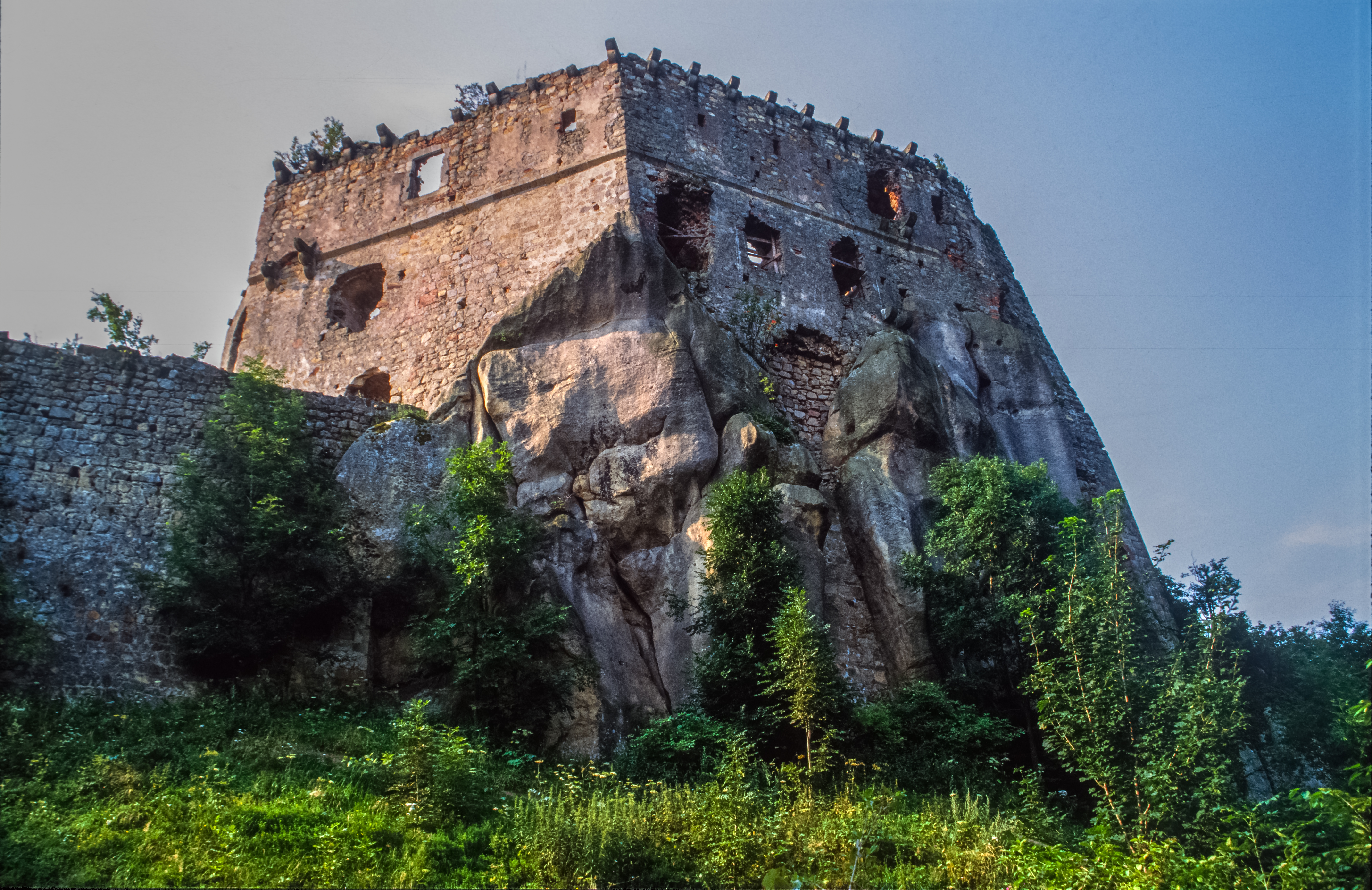
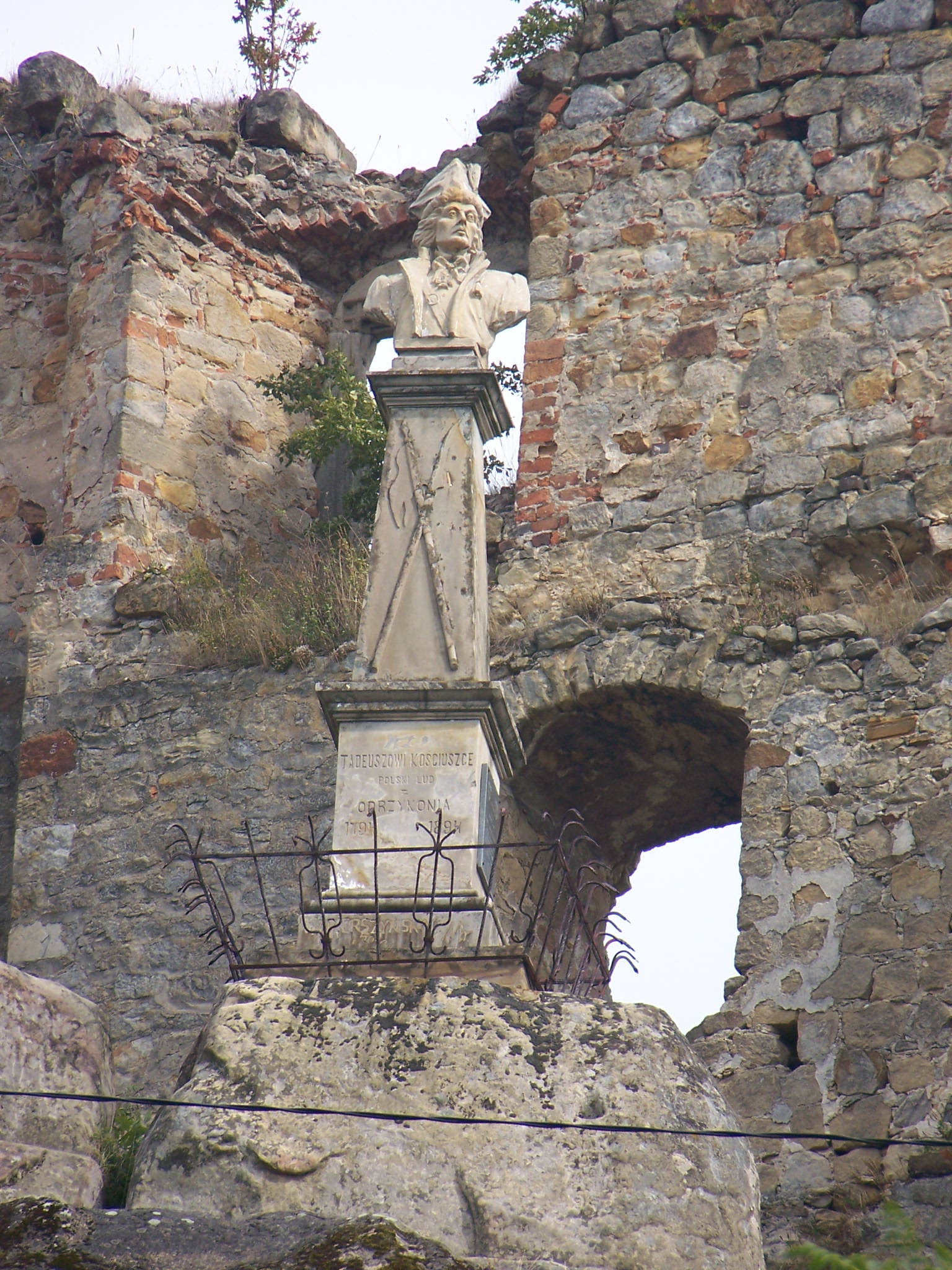
Tadeusz Kościuszko monument, 1894